# 로버트 벤턴
로버트 벤턴(영어: Robert Benton, 1932년 9월 29일 ~ 2025년 5월 11일)은 미국의 영화 감독, 각본가이다. 아카데미상을 여러 번 수상한 거장으로 대표적인 작품에는 감독상과 각색상 수상작인 《크레이머 대 크레이머》(1979)와 각본상, 은곰상 수상작인 《마음의 고향》(1984)이 있다. 각본을 쓴 작품에는 아서 펜 감독의 《우리에게 내일은 없다》(1967)와 리처드 도너 감독의 《슈퍼맨》(1978)이 있다.

## 연출 작품 목록

### 영화
| 연도 | 제목                 | 원제                       | 역할   | 역할   | 비고                         |
| 연도 | 제목                 | 원제                       | 감독   | 각본   | 비고                         |
| ---- | -------------------- | -------------------------- | ------ | ------ | ---------------------------- |
| 1967 | 우리에게 내일은 없다 | Bonnie and Clyde           | 아니요 | 예     | 아서 펜 감독 작품            |
| 1970 | 크루키드 맨          | There Was a Crooked Man... | 아니요 | 예     | 조지프 L. 맹키위츠 감독 작품 |
| 1972 |                      | What's Up, Doc?            | 아니요 | 예     | 피터 보그다노비치 감독 작품  |
| 1972 | 배드 컴패니          | Bad Company                | 예     | 예     |                              |
| 1997 | 살인 연극            | The Late Show              | 예     | 예     |                              |
| 1978 | 슈퍼맨               | Superman                   | 아니요 | 예     | 리처드 도너 감독 작품        |
| 1979 | 크레이머 대 크레이머 | Kramer vs. Kramer          | 예     | 예     |                              |
| 1982 | 살의의 향기          | Still of the Night         | 예     | 예     |                              |
| 1984 | 마음의 고향          | Places in the Heart        | 예     | 예     |                              |
| 1987 | 나딘                 | Nadine                     | 예     | 아니요 |                              |
| 1999 | 빌리 배스게이트      | Billy Bathgate             | 예     | 아니요 |                              |
| 1994 | 노스바스의 추억      | Nobody's Fool              | 예     | 예     |                              |
| 1998 | 트와이라잇           | Twilight                   | 예     | 예     |                              |
| 2003 | 휴먼 스테인          | The Human Stain            | 예     | 아니요 |                              |
| 2005 | 아이스 하베스트      | The Ice Harvest            | 아니요 | 예     | 해럴드 레이미스 감독 작품    |
| 2007 | 피스트 오브 러브     | Feast of Love              | 예     | 아니요 |                              |